# Comparație dintre Star Trek și Star Wars
Star Trek și Star Wars sunt francize media science-fiction care prezintă scenarii alternative de aventuri spațiale. Cele două francize au generat diverse forme de producții media, timp de zeci de ani, care au produs proprietăți intelectuale cu valori de miliarde de dolari, au oferit locuri de muncă și divertisment oamenilor din întreaga lume.

## Fundal
Star Trek a început ca o serie de televiziune live în 1966 și a avut trei sezoane timp de trei ani. Star Trek: The Animated Series a început în 1973 (bazată direct pe seria originală), dar a durat doar două sezoane. Prin publicarea ulterioară a unor romane, benzi desenate, serii animate, jucării și filme de lung metraj, Star Trek a devenit o franciză enormă.
Star Wars a început ca un film de lung metraj, Star Wars Episode IV: A New Hope, în 1977. Un roman denumit Războiul stelelor: Din aventurile lui Luke Skywalker, bazat pe scenariul original al filmului, a fost publicat de Alan Dean Foster cu aproximativ un an mai devreme. După lansarea primului film, Star Wars a devenit rapid o franciză media populară.

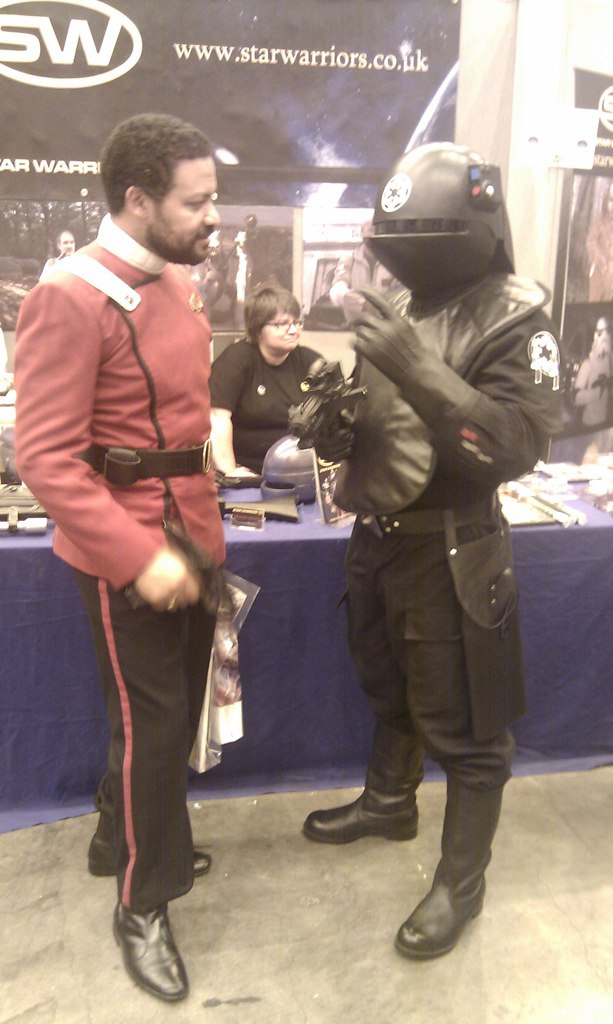
Un fan al Star Trek îmbrăcat în uniforma Flotei Stelare (stânga) și un fan Star Wars, îmbrăcat în uniforma Steaua Morții Imperiale, la Comic-Con 2010

## Diferențe
Star Trek își are originea în televiziune. Franciza a fost concepută în stilul Western-ului TV Wagon Train și a aventurilor lui Horatio Hornblower, dar a evoluat într-o perspectivă idealistă, utopică a viitoarei societăți umane. Inspirat de Călătoriile lui Gulliver, principalul accent al Star Trek este explorarea spațiului și o societate galactică formată din mai multe planete și specii, unde apar ocazional conflicte. Star Trek apare în viitorul relativ îndepărtat, în special din secolele 22 până in secolul 24, cu călătorii în timp  și călătorii interdimensionale. Pământul universului Star Trek împărtășește cea mai mare parte a istoriei sale cu lumea reală.
Star Wars își are originea în filmul cinematografic din 1977, în ciuda romanului bazat pe scenariul original al filmului, care a fost publicat cu un an înainte de filmul în sine. Războiul stelelor aparține, în principal, subgenului operă spațială al SF—ului care a fost inspirat din lucrări precum Beowulf, regele Arthur [5] și alte mitologii, religii mondiale, precum și de istoria antică și medievală.[6] Descrie o societate galactică aflată în conflict constant. Deși există perioade de pace, acestea sunt documentate doar în romane, benzi desenate, jocuri video, filme non-artistice și alte medii spin-off. Star Wars are loc "cu mult timp în urmă, într-o galaxie departe, departe", deși multe personaje sunt umane, folosesc ocazional metafore de pe Pământ și prezintă trăsături de caracter umane.
Deși atât Star Trek cât și Star Wars folosesc diferite forme media, nu toate tipurile media au fost produse în ambele francize. Star Wars nu a produs niciun serial de televiziune cu actori, în timp ce Star Trek a produs șase serii de televiziune cu acțiune live.
Star Trek, de asemenea, nu a produs niciun film de televiziune, în timp ce Star Wars a produs cel puțin trei filme de televiziune live în afara sagei de filme Star Wars. Star Wars Holiday Special, Ewoks: Caravana Curajului și Ewoks: Bătălia pentru Endor sunt toate filmele de televiziune live-action spin-off care au loc în universul Star Wars, dar nu sunt considerate parte a canonului Star Wars.

## Durată
- ~ 513 de ore ( Star Trek TV) + ~ 23 de ore pentru filmele Star Trek până la Into Darkness [7]
- ~ 84 de ore (filme Star Wars ) + emisiunile Canon Star Wars

## Asemănări
Pe lângă faptul că au cuvântul "Star" în titlurile în limba originală, cele două francize împărtășesc multe asemănări.
Ambele povestiri descriu societăți compuse din mai multe planete și specii. Galaxia principală din Star Trek este formată din diferite planete, fiecare locuită de diferite specii, unite într-un singur stat, Federația Unică a Planetelor. Star Wars descrie o galaxie care este în cea mai mare parte o parte a unui singur stat cunoscut sub numele de Vechea Republică, locuită de oameni și nenumărate alte specii, care ulterior a devenit Imperiul Galactic și a fost din nou transformată într-o noua societate numită Noua Republică dupa o serie de războaie.
Ambele francize promovează mesaje filosofice și politice, deși Star Wars se concentrează mai mult asupra celor dintâi, în timp ce Star Trek se concentrează mai mult asupra celor din urmă.
Principalele filozofii ale Star Trek transmit moralul explorării și interferenței și modul în care trebuie să se confrunte și să rezolve în mod etic o nouă situație. Creatorul Gene Roddenberry a fost inspirat din povestiri de moralitate, cum ar fi Călătoriile lui Gulliver. [8]
Principalele mesaje filosofice ale Star Wars sunt etica binelui împotriva răului și cum pot fi ele deosebite.[9] Star Wars predică împotriva sistemelor totalitare și favorizează societățile care oferă egalitate.[10] Într-un interviu Star Wars 20th Anniversary UK Programme difuzat în 1997, referindu-se la mitologia trilogiei originale "Star Wars", Patrick Stewart a declarat: "O credință în propriile puteri, în special în propriile puteri de a face bine, deoarece credința din Star Wars este una foarte pozitivă."
Au existat actori din ambele francize care au apărut în emisiuni comune de televiziune, cum ar fi The Outer Limits (1995).
Ambele francize sunt inspirate și de istoria și mitologia antică, inclusiv de mitologia greco-romană. Multe planete și specii extraterestre din Star Trek, de exemplu, sunt numite după zeități străvechi romane. Mai multe episoade din diferite seriale de televiziune Star Trek, cum ar fi Who Mourns for Adonais, se bazează direct pe teme și locuri greco-romane antice.[11] Seria face, de asemenea, referiri la Babilonul Antic și la folclorul său mitologic.[12] Klingonienii și cultura lor războinică reprezintă o reprezentare a mongolilor din secolul al XII-lea.[13]
O mare parte din scenele de poveste Star Wars și evoluțiile personajelor se bazează pe istoria antică, incluzând Grecia clasică și Roma, cum ar fi căderea Vechii Republici în Războiul Stelelor, urmată de creșterea Imperiului Galactic, o  paralelă cu căderea  Republicii romane urmată de apariția Imperiului Roman.[6]
Un documentar din 1983 despre realizarea Star Wars Episode VI: Return of the Jedi a fost găzduită de Leonard Nimoy, care a menționat, de asemenea, planul inițial al lui Lucas de a face alte două trilogii care preced și au loc odata cu trilogia originală.[14]

## Era Abrams
JJ Abrams , regizor și producător Star Trek (2009) și Star Trek Into Darkness (2013) și producător Star Trek Beyond (2016), regizează și produce Star Wars: The Force Awakens (2015).  Star Trek (2009) și Star Wars: Force Awakens sunt primele titluri din noile trilogii ale francizelor. Aceste filme au primit răspuns critic și comercial favorabil și au revigorat interesul pentru ambele francize. În plus, actori precum Simon Pegg au jucat în ambele serii.
Star Trek: Nemesis (2002) a fost primit prost de critică, la fel ca și Star Wars: Episode III - Revenge of the Sith (2005).
Filmele mai noi ale celor două francize au scene majore turnate în Emiratele Arabe Unite. Scenele de desert de pe planeta Jakku din Star Wars: Force Awakens au fost filmate în emiratul Abu Dhabi [15], în timp ce scenele pentru orașele din filmul Star Trek Beyond (2016) au fost filmate în Dubai . [16]
Cele două francize oferă acum aproape toate formele de mass-media variind de la romane, seriale de televiziune, cărți de benzi desenate, jucării pentru tineri, reviste, produse tematice, jocuri de masa și jocuri video, precum și lucrări ale fanilor. Acestea includ lucrări canonice și non-canonice, inclusiv lucrări realizate în comun de producători ai seriilor și de fani.

## Estimări comparative financiare
În ciuda diferenței dintre numărul filmelor, profitul realizat de seria de filme "Star Wars" depășește de aproape cinci ori profitul seriei de filme Star Trek, în timp ce întreaga franciză depășește de patru ori pe cealaltă. Este dificil de estimat cu exactitate valoarea totală a fiecărei francize, deoarece serialele de televiziune, memorabilia și jocurile video trebuie luate în considerare.
| An    | Titlu                    | Buget | Box Office | Profit net |
| ----- | ------------------------ | ----- | ---------- | ---------- |
| 1979  | The Motion Picture       | 35    | 139        | 104        |
| 1982  | The Wrath of Khan        | 12    | 96         | 84         |
| 1984  | The Search for Spock     | 18    | 87         | 69         |
| 1986  | The Voyage Home          | 24    | 133        | 109        |
| 1989  | The Final Frontier       | 30    | 70         | 40         |
| 1991  | The Undiscovered Country | 27    | 96.9       | 69.9       |
| 1994  | Generations              | 38    | 120        | 82         |
| 1996  | First Contact            | 46    | 150        | 104        |
| 1998  | Insurrection             | 70    | 117        | 47         |
| 2002  | Nemesis                  | 60    | 67         | 7          |
| 2009  | Star Trek (reboot)       | 140   | 386        | 246        |
| 2013  | Into Darkness            | 190   | 467        | 277        |
| 2016  | Beyond                   | 185   | 336        | 151        |
| Total |                          | 875   | 2,265      | 1,390      |

| An    | Titlu                   | Buget | Box Office | Profit net |
| ----- | ----------------------- | ----- | ---------- | ---------- |
| 1977  | A New Hope              | 11    | 786.6      | 775.6      |
| 1980  | The Empire Strikes Back | 23    | 534.1      | 511.1      |
| 1983  | Return of the Jedi      | 32.5  | 572.7      | 540.2      |
| 1999  | The Phantom Menace      | 115   | 1027       | 912        |
| 2002  | Attack of the Clones    | 115   | 656.6      | 541.6      |
| 2005  | Revenge of the Sith     | 115   | 848.9      | 733.9      |
| 2008  | The Clone Wars          | 8.5   | 68.6       | 60.1       |
| 2015  | The Force Awakens       | 306   | 2058       | 1752       |
| 2016  | Rogue One               | 200   | 927.3      | 727.3      |
| Total |                         | 926   | 7,479.8    | 6,560      |

| Franciza  | Anul de început | Total venituri          |
| --------- | --------------- | ----------------------- |
| Star Trek | 1966            | 10 miliarde $ (în 2016) |
| Star Wars | 1977            | 42 miliarde $ (în 2015) |

## Critica și comentariile
Scriitorul de science fiction David Brin a criticat Star Wars în momentul lansării filmului The Phantom Menace, argumentând că, în timp ce filmele Star Wars oferă efecte speciale și acțiune / aventură, audiențele nu sunt încurajate să se angajeze cu temele lor imperioase. Printre problemele sale cu Star Wars și George Lucas, despre care a acuzat că are "o agendă", este că galaxia Star Wars este prea "elitistă", cu conducători arbitrari atât pe partea rea, cât și pe partea bună, înlocuindu-se unul pe altul fără implicarea populației. El critică ambele părți ale războiului civil galactic ca parte a "aceleiași familii regale genetice superioare".[21] El descoperă că universul Star Wars este înșelat de forme suplimentare de absolutism, cum ar fi emoțiile justificate care conduc o persoană bună la rău - de exemplu, citând ideea că Luke Skywalker îl ucide pe Palpatine, într-un fel, îl va transforma într-o parte întunecată, salvând milioane de vieți.[21]

## Influențe una asupra celeilalte
Cele două francize au o "relație simbiotică", a declarat Shatner, care considera că filmele Star Wars au dus la lansarea filmelor Star Trek.[27]

## Viitor
Ambele francize vor crește pe parcursul următorului deceniu.
Star Trek a fost rebootat cu o serie de filme de lung metraj începând cu Star Trek (2009), urmat de Star Trek: Into Darkness (2013) și Star Trek Beyond (2016). O nouă serie de televiziune, bazată pe cronologia originală, subtitrată Discovery, care servește drept prequel pentru seria originală, a fost lansată în 2017. [37]
Acțiunea din Return of the Jedi  este continuata cu The Force Awakens, primul film în noua trilogie. În plus, mai multe produse media spin-off au apărut după debutul Star Wars Rebels, o serie de televiziune care are loc între seria prequel Star Wars și trilogia originală; de asemenea o antologie a unor filme independente Star Wars, începând cu Rogue One, a fost lansata în decembrie 2016. [38] 

## Lucrări ale fanilor
Ambele francize au beneficiat de numeroase lucrări ale fanilor: Producții Star Trek ale fanilor si Listă de filme Războiul stelelor produse de fani